# Марко Баша
Марко Баша (чорн. Марко Баша / Marko Baša, нар. 29 грудня 1982, Трстеник) — югославський та чорногорський футболіст, що грав на позиції захисника.
Виступав, зокрема, за «Локомотив» (Москва) та «Лілль», а також національну збірну Чорногорії.

## Клубна кар'єра
Народився 29 грудня 1982 року в місті Трстеник (нині — Сербія) в родині чорногорця і сербки.
У дорослому футболі дебютував 1998 року виступами за команду клубу «Прва Петолетка», в якій провів два сезони, взявши участь у 35 матчах чемпіонату.

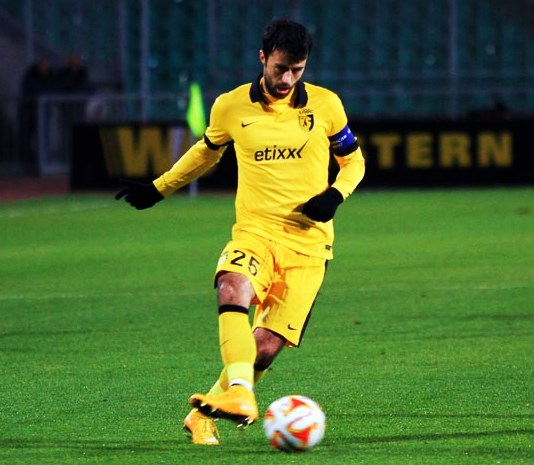
Марко Баша під час виступів за «Лілль». 28 листопада 2014 року.

2000 року перейшов у ОФК (Белград), проте закріпитись у першій команді не зумів і був відданий в оренду в «Пролетер» з другого дивізіону. Після повернення в ОФК (Белград) з сезону 2002/03 став основним гравцем столичного клубу.
Своєю грою привернув увагу представників тренерського штабу французького «Ле-Мана», до складу якого приєднався влітку 2005 року. Відіграв за «криваво-золотих» наступні три сезони своєї ігрової кар'єри, зігравши у 95 матчах Ліги 1.
Влітку 2008 року Баша перейшов в московський «Локомотив», відразу ставши гравцем основи, провівши 11 ігор до кінця року. Але в наступному сезоні він зіграв в чемпіонаті лише на одну гру більше. Виною тому стали травми, пропуск матчів через дискваліфікацію та повернення з оренди Малхаза Асатіані, якому в той час головний тренер більше довіряв. Набагато краще склався для балканця початок сезону 2010 року, коли лідер оборони «Локо» Родолфо отримав важку травму, і місце в центрі оборони стало вакантним. Пропустивши перші два тури через травми, Баша провів всі матчі, що залишилися до літньої перерви. У другій половині чемпіонату Марко також був гравцем основи, граючи в зв'язці з Яном Дюріцею. У 2011 році Баша практично не грав за московських залізничників через травми.
23 червня 2011 року Марко залишив московський клуб і перейшов у «Лілль». За клуб відіграв 6 сезонів, і більшість часу, проведеного у складі «Лілля», був основним гравцем захисту команди, в останньому сезоні в деяких матчах носив капітанську пов'язку. Разом з «догами» тричі грав у Лізі чемпіонів.
Улітку 2017 новий тренер клубу Марсело Б'єлса оголосив, що не розраховує на Башу та низку інших досвідчених гравців серед яких Вінсент Еньєама, Ріо Мавюба, Жюльян Палм'єрі, Ерік Ботеак). Після цього Баша залишив «Лілль» та оголосив про завершення кар'єри.

## Виступи за збірні
2004 року залучався до складу молодіжної збірної Сербії і Чорногорії, у складі якої завоював срібну медаль молодіжного чемпіонату Європи. Загалом на молодіжному рівні зіграв у 7 офіційних матчах. Того ж року у складі олімпійської збірної брав участь у олімпійському футбольному турнірі у Афінах (2004), де серби зайняли останнє місце у своїй відбірковій групі.

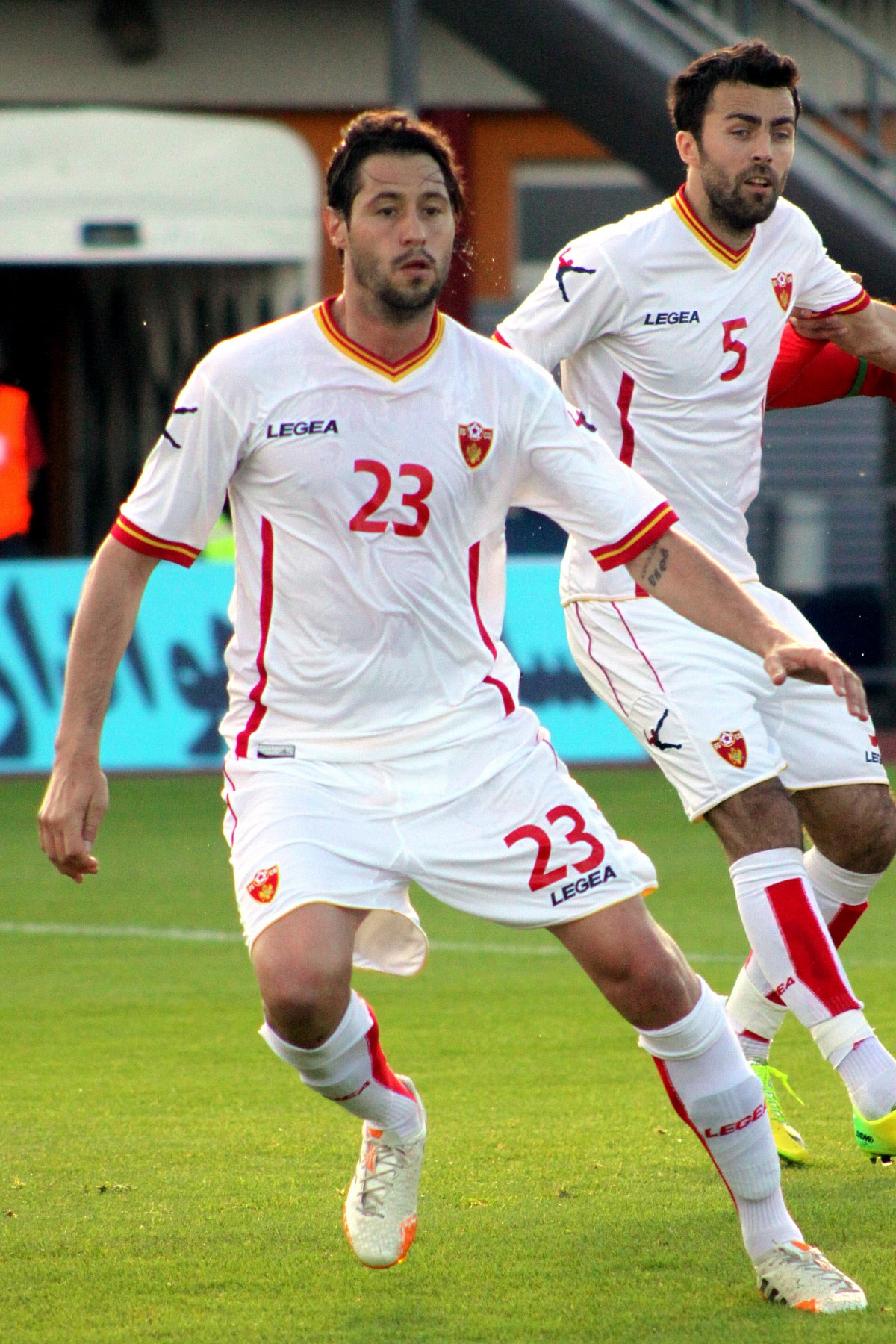
Марко Баша (праворуч) у складі збірної Чорногорії. 26 травня 2014 року.

2005 року провів три матчі у складі національної збірної Сербії і Чорногорії.
16 серпня 2006 року Марко отримав виклик від новоствореної національної збірної Сербії на історичний перший матч збірної проти Чехії, але не приїхав. Більше офіційних викликів від сербів він не отримував.
У 2007 році він постійно заявляв в чорногорських ЗМІ, що хоче грати за збірну Чорногорії. У березні 2007 року Марко отримав запрошення взяти участь у першому матчі збірної Чорногорії. Тим не менш, на матч він так і не приїхав, пояснивши свою відсутність «об'єктивними обставинами». В кінці травня офіційні особи зробили ще одну спробу зв'язатися з Башою, яку він проігнорував, і в результаті не був включений до складу збірної, яка брала участь у японському турнірі Кірін Кап. Чергова спроба була зроблена в серпні 2008 року, коли футболіст був запрошений на товариський матч проти Словенії. Головний тренер збірної Чорногорії Зоран Филипович пригрозив, що Башу більше не викличуть у збірну, якщо він не з'явиться на цю зустріч. Гравець просто проігнорував виклик, він не приїхав на матч і навіть не зв'язався з футбольною федерацією. В інтерв'ю Баша пояснює свою відсутність у обох збірних так: він відмовився від їх дзвінків через проблеми з чиновниками з футбольних федерацій, а не через конфлікти з тренерами.
|   | Я вирішив не грати ні за Сербію, ні за Чорногорію. Мій батько — чорногорець, а мати — сербка. Вони живуть у столиці Чорногорії Подгориці, і я не хотів би, щоб у них виникли якісь проблеми. У всякому разі я не хочу ризикувати. Для мене це взагалі одна й та ж країна. Я сприймаю Сербію і Чорногорію як єдине ціле. Однак поділ проте стався. |
| — | |

.
У березні 2009 року Баша знову був запрошений у збірну Чорногорії, і цього разу він вирішив виступати за нову національну збірну. Дебют відбувся 28 березня в матчі зі збірною Італії (0:2), Баша зіграв всі 90 хвилин. Загалом провів у формі головної команди країни 39 матчів, забивши 2 голи.

## Статистика виступів

### Статистика клубних виступів
| Сезон                          | Команда                        | Чемпіонат                      | Чемпіонат | Чемпіонат | Національний кубок | Національний кубок | Національний кубок | Континентальні кубки | Континентальні кубки | Континентальні кубки | Інші змагання | Інші змагання | Інші змагання | Усього | Усього |
| Сезон                          | Команда                        | Ліга                           | Ігор      | Голів     | Ліга               | Ігор               | Голів              | Ліга                 | Ігор                 | Голів                | Ліга          | Ігор          | Голів         | Ігор   | Голів  |
| ------------------------------ | ------------------------------ | ------------------------------ | --------- | --------- | ------------------ | ------------------ | ------------------ | -------------------- | -------------------- | -------------------- | ------------- | ------------- | ------------- | ------ | ------ |
| 1998–99                        | «Прва Петолетка»               | 4Л                             | 9         | 3         | КЮ                 | 0                  | 0                  | -                    | -                    | -                    | -             | -             | -             | 9      | 3      |
| 1999–00                        | «Прва Петолетка»               | 4Л                             | 26        | 22        | КЮ                 | 0                  | 0                  | -                    | -                    | -                    | -             | -             | -             | 26     | 22     |
| Усього за «Прву Петолетку»     | Усього за «Прву Петолетку»     | Усього за «Прву Петолетку»     | 35        | 25        |                    | 0                  | 0                  |                      | -                    | -                    |               | -             | -             | 35     | 25     |
| 2000–01                        | ОФК (Белград)                  | 1Л                             | 0         | 0         | КЮ                 | 0                  | 0                  | -                    | -                    | -                    | -             | -             | -             | 0      | 0      |
| 2001–02                        | «Пролетер»                     | 2Л                             | 8         | 0         | КЮ                 | 0                  | 0                  | -                    | -                    | -                    | -             | -             | -             | 8      | 0      |
| 2001–02                        | ОФК (Белград)                  | 1Л                             | 6         | 0         | КЮ                 | 0                  | 0                  | -                    | -                    | -                    | -             | -             | -             | 6      | 0      |
| 2002–03                        | ОФК (Белград)                  | 1Л                             | 23        | 1         | КСЧ                | 0                  | 0                  | -                    | -                    | -                    | -             | -             | -             | 23     | 1      |
| 2003–04                        | ОФК (Белград)                  | 1Л                             | 24        | 2         | КСЧ                | 0                  | 0                  | Інт                  | 4                    | 0                    | -             | -             | -             | 28     | 2      |
| 2004–05                        | ОФК (Белград)                  | 1Л                             | 23        | 1         | КСЧ                | 0                  | 0                  | Інт                  | 6                    | 1                    | -             | -             | -             | 29     | 2      |
| Усього за ОФК (Белград)        | Усього за ОФК (Белград)        | Усього за ОФК (Белград)        | 76        | 4         |                    | 0                  | 0                  |                      | 10                   | 1                    |               | -             | -             | 86     | 5      |
| 2005–06                        | «Ле-Ман»                       | Л1                             | 32        | 0         | КФ+КЛ              | 2+0                | 0                  | -                    | -                    | -                    | -             | -             | -             | 34     | 0      |
| 2006–07                        | «Ле-Ман»                       | Л1                             | 35        | 1         | КФ+КЛ              | 1+4                | 0                  | -                    | -                    | -                    | -             | -             | -             | 40     | 1      |
| 2007–08                        | «Ле-Ман»                       | Л1                             | 28        | 5         | КФ+КЛ              | 0+2                | 2                  | -                    | -                    | -                    | -             | -             | -             | 30     | 7      |
| Усього за «Ле-Ман»             | Усього за «Ле-Ман»             | Усього за «Ле-Ман»             | 95        | 6         |                    | 9                  | 2                  |                      | -                    | -                    |               | -             | -             | 104    | 8      |
| 2008                           | «Локомотив» (Москва)           | ПЛ                             | 11        | 0         | КР                 | 0                  | 0                  | КУЄФА                | -                    | -                    | СР            | 0             | 0             | 11     | 0      |
| 2009                           | «Локомотив» (Москва)           | ПЛ                             | 12        | 1         | КР                 | 1                  | 0                  | -                    | -                    | -                    | -             | -             | -             | 13     | 1      |
| 2010                           | «Локомотив» (Москва)           | ПЛ                             | 22        | 0         | КР                 | 1                  | 0                  | -                    | -                    | -                    | -             | -             | -             | 23     | 0      |
| 2011–12                        | «Локомотив» (Москва)           | ПЛ                             | 4         | 0         | КР                 | 1                  | 0                  | ЛЄ                   | 1                    | 0                    | -             | -             | -             | 6      | 0      |
| Усього за «Локомотив» (Москва) | Усього за «Локомотив» (Москва) | Усього за «Локомотив» (Москва) | 49        | 1         |                    | 3                  | 0                  |                      | 1                    | 0                    |               | 0             | 0             | 53     | 1      |
| 2011–12                        | «Лілль»                        | Л1                             | 22        | 2         | КФ+КЛ              | 0+1                | 0                  | ЛЧ                   | 4                    | 0                    | СФ            | 1             | 1             | 28     | 3      |
| 2012–13                        | «Лілль»                        | Л1                             | 34        | 5         | КФ+КЛ              | 3+2                | 1+0                | ЛЧ                   | 6                    | 0                    | -             | -             | -             | 45     | 6      |
| 2013–14                        | «Лілль»                        | Л1                             | 33        | 2         | КФ+КЛ              | 3+0                | 0                  | -                    | -                    | -                    | -             | -             | -             | 36     | 2      |
| 2014–15                        | «Лілль»                        | Л1                             | 30        | 1         | КФ+КЛ              | 1+3                | 0                  | ЛЧ+ЛЄ                | 3+6                  | 0                    | -             | -             | -             | 43     | 1      |
| 2015–16                        | «Лілль»                        | Л1                             | 15        | 0         | КФ+КЛ              | 1+1                | 0                  | -                    | -                    | -                    | -             | -             | -             | 16     | 0      |
| 2016–17                        | «Лілль»                        | Л1                             | 23        | 1         | КФ+КЛ              | 2+1                | 0+1                | ЛЄ                   | 1                    | 0                    | -             | -             | -             | 27     | 2      |
| Усього за «Лілль»              | Усього за «Лілль»              | Усього за «Лілль»              | 157       | 11        |                    | 18                 | 2                  |                      | 20                   | 0                    |               | 1             | 1             | 196    | 14     |
| Усього за кар'єру              | Усього за кар'єру              | Усього за кар'єру              | 420       | 47        |                    | 30                 | 4                  |                      | 31                   | 1                    |               | 1             | 1             | 482    | 53     |